# Synchalara
Synchalara är ett släkte av fjärilar. Synchalara ingår i familjen plattmalar.
Kladogram enligt Catalogue of Life:
| Synchalara | \| \| Synchalara malacobryas \| \| \| \| \| \| Synchalara rhizograpta \| \| \| \| \| \| Synchalara rhombota \| \| \| \| |
|            | \| \| Synchalara malacobryas \| \| \| \| \| \| Synchalara rhizograpta \| \| \| \| \| \| Synchalara rhombota \| \| \| \| |
|            | Synchalara malacobryas                                                                                                  |
|            | |
|            | Synchalara rhizograpta                                                                                                  |
|            | |
|            | Synchalara rhombota |
|            | |